# 黃升龍
黃升龍（1964年—）出生於中華民國，1986年畢業於國立臺灣大學電機系，1988年出國深造，於1993年取得美國Maryland大學 電機工程博士學位後，回到台灣貢獻所學，進行學術研究。
黃教授的專長為雷射及非線性光學，主要研究方向為雷射及非線性晶體在光通訊、生醫光電等領域之應用。具體而言有以下三大主軸：
1. 寬頻光纖光源及光放大元件--包含︰在下世代光通訊所須之超寬頻(1.2~1.6 um 波段)光放大器、在生醫光電所須之高解析、高穿透(0.95~1.35 um 波段)同調斷層掃描光源及結合光子晶體光纖之多功能光纖元件。
2. 非線性波長轉換技術--包含︰以準相位匹配技術達成之藍、綠光雷射及光通訊用之寬帶波長轉換元件。
3. 雷射及介質薄膜--包含︰以環形雷射共振腔為架構之單縱模、Q開關及鎖模雷射之研究。在介質薄膜上，則開發高損壞閾值的離子助鍍之電子槍蒸鍍技術。

## 榮譽
- Chairman of IEEE LEOS Taipei Chapter

## 資料來源
1. http://www.ee.ntu.edu.tw/profile?id=682 （页面存档备份，存于）
2. http://gipo.ntu.edu.tw/ （页面存档备份，存于）
3. https://web.archive.org/web/20120106213745/http://laser.ee.ntu.edu.tw/